# إلوي لويس أندريه
إلوي لويس أندريه (بالإسبانية: Eloy Luis André)‏ هو عالم نفس إسباني، ولد في 19 يوليو 1876 في Mourazos, Verín ‏ في إسبانيا، وتوفي في 24 مايو 1935 في مدريد في إسبانيا.